# 平和公園 (名古屋市)

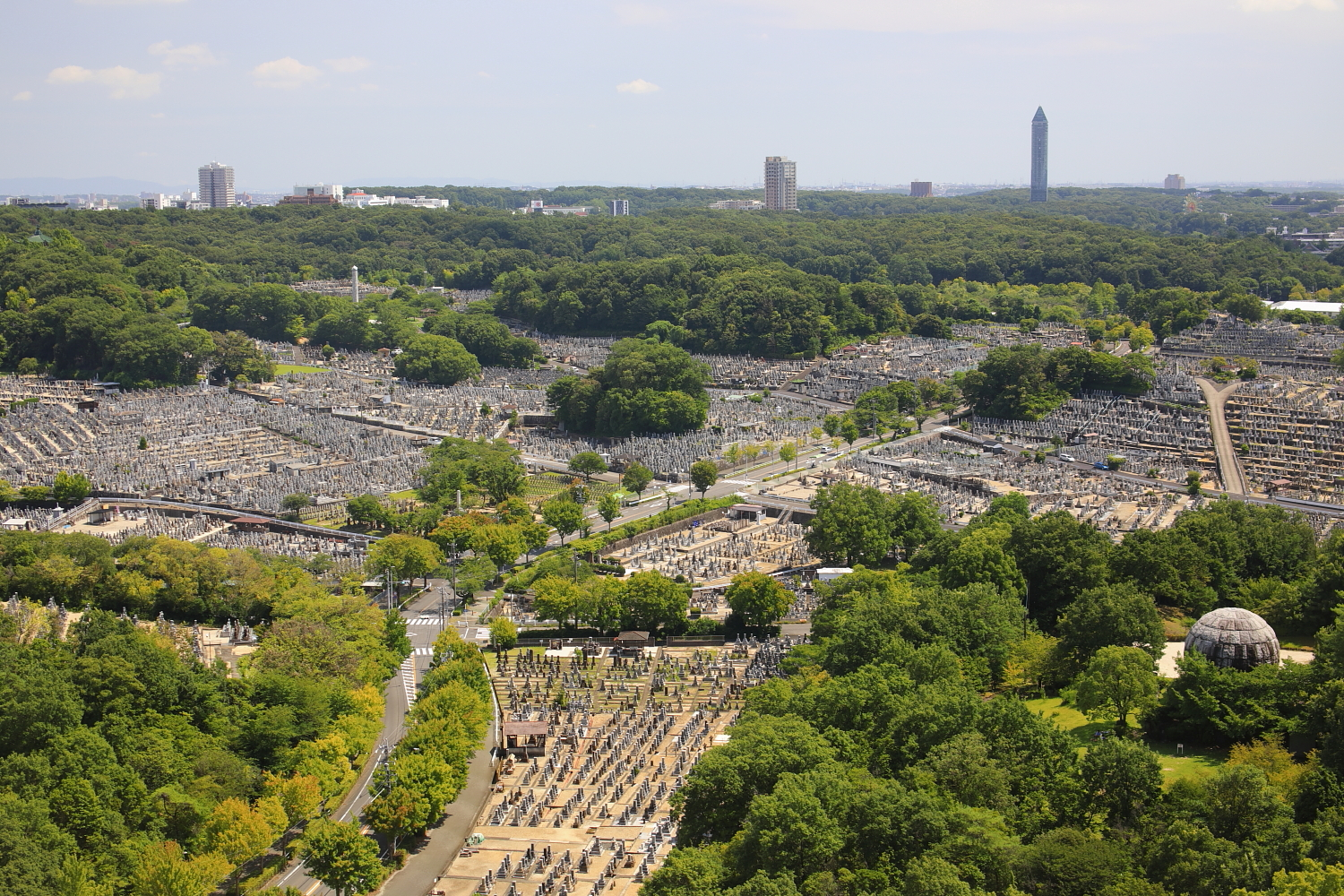
アクアタワーから見た平和公園の墓域
（2022年〈令和4年〉7月）

平和公園（へいわこうえん）は、愛知県名古屋市東部丘陵地域の、千種区（一部名東区に跨る）にある公園。東山公園とともに「なごや東山の森」を構成しており都市内緑地としては日本国内最大級である。
戦後の大規模な区画整理事業（戦災復興都市計画）によって整備され、名古屋市内の多くの墓地が平和公園内へ移転した。現在では市内有数の桜の名所でもあり、公園内のメタセコイヤ広場では多数のイベントが開催される。

## 沿革
名古屋市の戦災復興計画に於ける区画整理は、道路建設では100メートル道路が有名、区画整理のもう一つの重点が平和公園建設構想だった。
平和公園建設構想は市内の各寺院境内地に備わっていた墓地を全て東部丘陵地へ移転することによって、道路用地や公園用地を代替地との交換で円満に確保する事を目的とした。実際は1946年（昭和21年）6月設置された墓地整理委員会の指導により、中区・東区・熱田区を中心とする市内278寺院の墓地約18ha・18.7万余基の墓を千種区鹿子殿地内へ移転させるもので、1947年（昭和22年）から1957年（昭和32年）にかけて実施された。
市内には尾張藩の菩提寺であった東区の建中寺の歴代藩主の墓や、赤穂浪士・片岡源五右衞門の墓(中区・乾徳寺)など由緒ある墓所が沢山あったが、それらもほとんど全てを移転させる徹底したものだった。なお、公園設置に伴いこの地域には「千種区平和公園」の地番が付けられている。
招致に失敗して幻に終わった名古屋オリンピック（1988年（昭和63年））では平和公園内にスタジアムが建設される予定だった。

## 墓地の移転実施状況
東区の歴史p156から転載
| 昭和年 | 寺院数 | 碑数（基） | 中  | 東 | 熱田 | 中村 | 西 | 北 | 千種 | 昭和 | 中川 | 港 |
| ------ | ------ | ---------- | --- | -- | ---- | ---- | -- | -- | ---- | ---- | ---- | -- |
| 22     | 4      | 3441       | 3   | 1  |      |      |    |    |      |      |      |    |
| 23     | 16     | 7604       | 14  | 2  |      |      |    |    |      |      |      |    |
| 24     | 17     | 16304      | 8   | 8  | 1    |      |    |    |      |      |      |    |
| 25     | 39     | 26100      | 14  | 8  | 14   |      | 1  | 1  | 1    |      |      |    |
| 26     | 51     | 36860      | 26  | 14 | 7    | 1    | 3  |    |      |      |      |    |
| 27     | 39     | 23702      | 17  | 9  | 7    | 1    |    | 3  | 1    | 1    |      |    |
| 28     | 51     | 34556      | 14  | 23 | 7    |      | 1  |    | 1    | 5    |      |    |
| 29     | 14     | 19411      | 4   | 6  |      | 1    | 3  |    |      |      |      |    |
| 30     | 36     | 10126      | 5   | 3  | 17   |      | 4  | 2  | 3    |      | 1    | 1  |
| 31～   | 11     | 9301       | 5   | 2  |      |      | 3  | 1  |      |      |      |    |
| 計     | 278    | 187405     | 110 | 76 | 53   | 3    | 15 | 7  | 6    | 6    | 1    | 1  |

### 参考資料
- 伊藤徳男『名古屋の街- 戦災復興の記録』（中日新聞社、1988年）

## 現在の平和公園
墓地は公園の北部地域に集められており、南部地域は公園として整備されている。園内には約2,300本の桜が植えられているほか南部の鹿子殿には自然林も残り、野鳥観察や猫ヶ洞池での釣り、メタセコイヤ広場におけるイベントの開催など、市民の憩いの場となっている。また、平和堂などの慰霊施設のほかに名古屋市動物愛護センターや東山動物園で飼育されているコアラの餌であるユーカリを栽培する為の施設がある。公園北端には東部丘陵地帯への給水を安定させ、災害時の応急給水を行なう為に平和公園配水場が設置され、展望台を兼ねた平和公園アクアタワーが建つ。

## ギャラリー

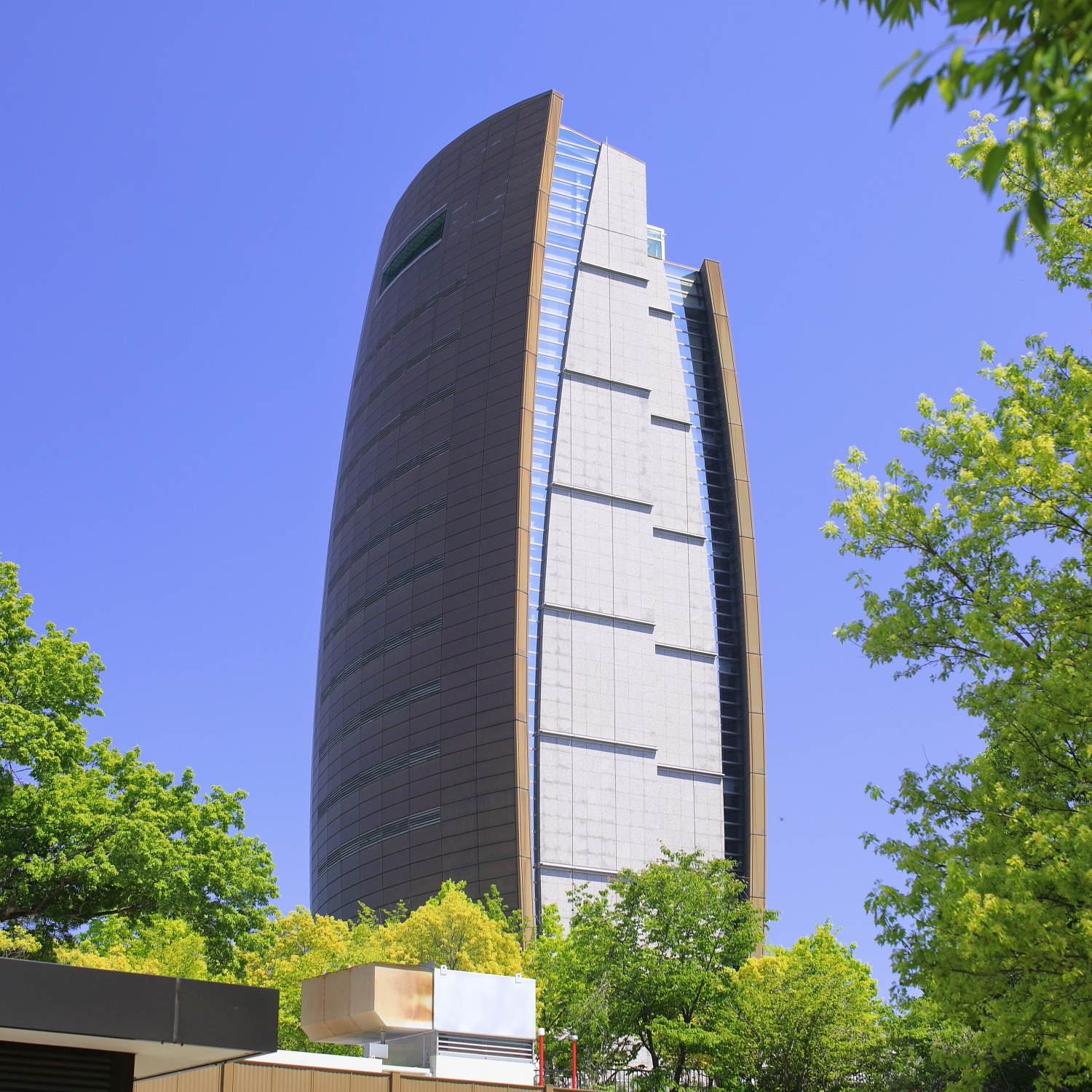
平和公園アクアタワー （2023年〈令和5年〉4月）
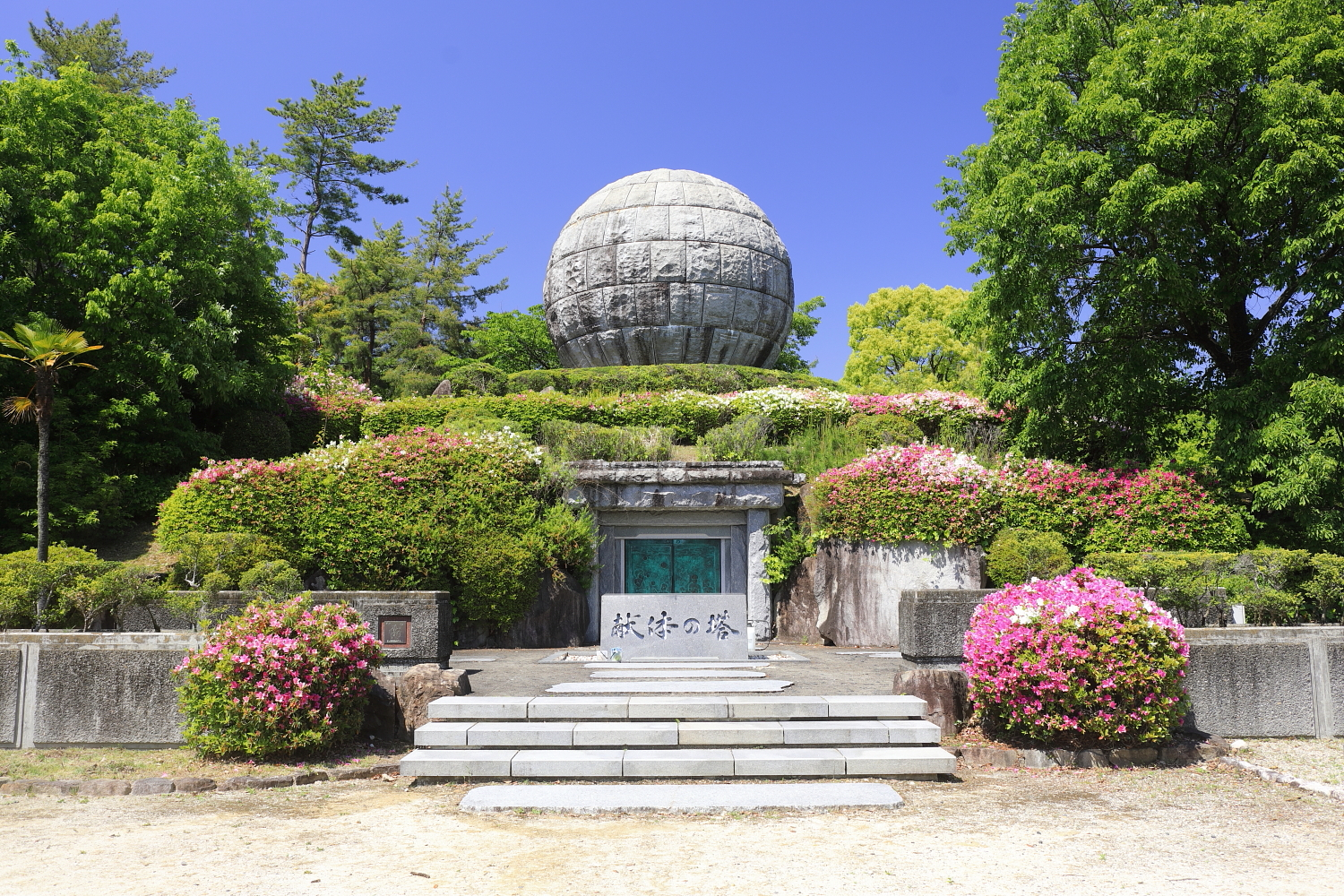
献体の塔 （2023年〈令和5年〉4月）
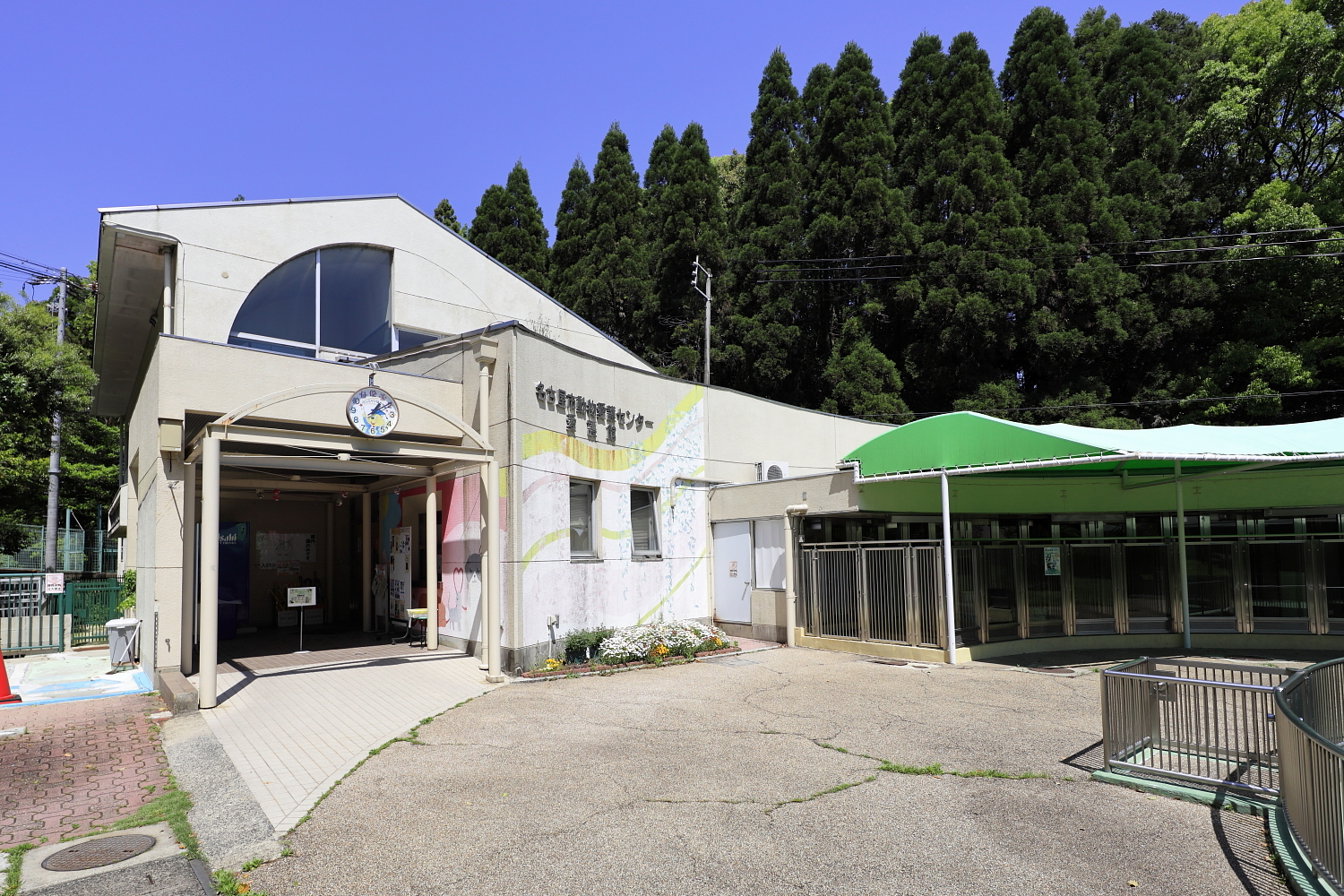
動物愛護センター （2023年〈令和5年〉4月）
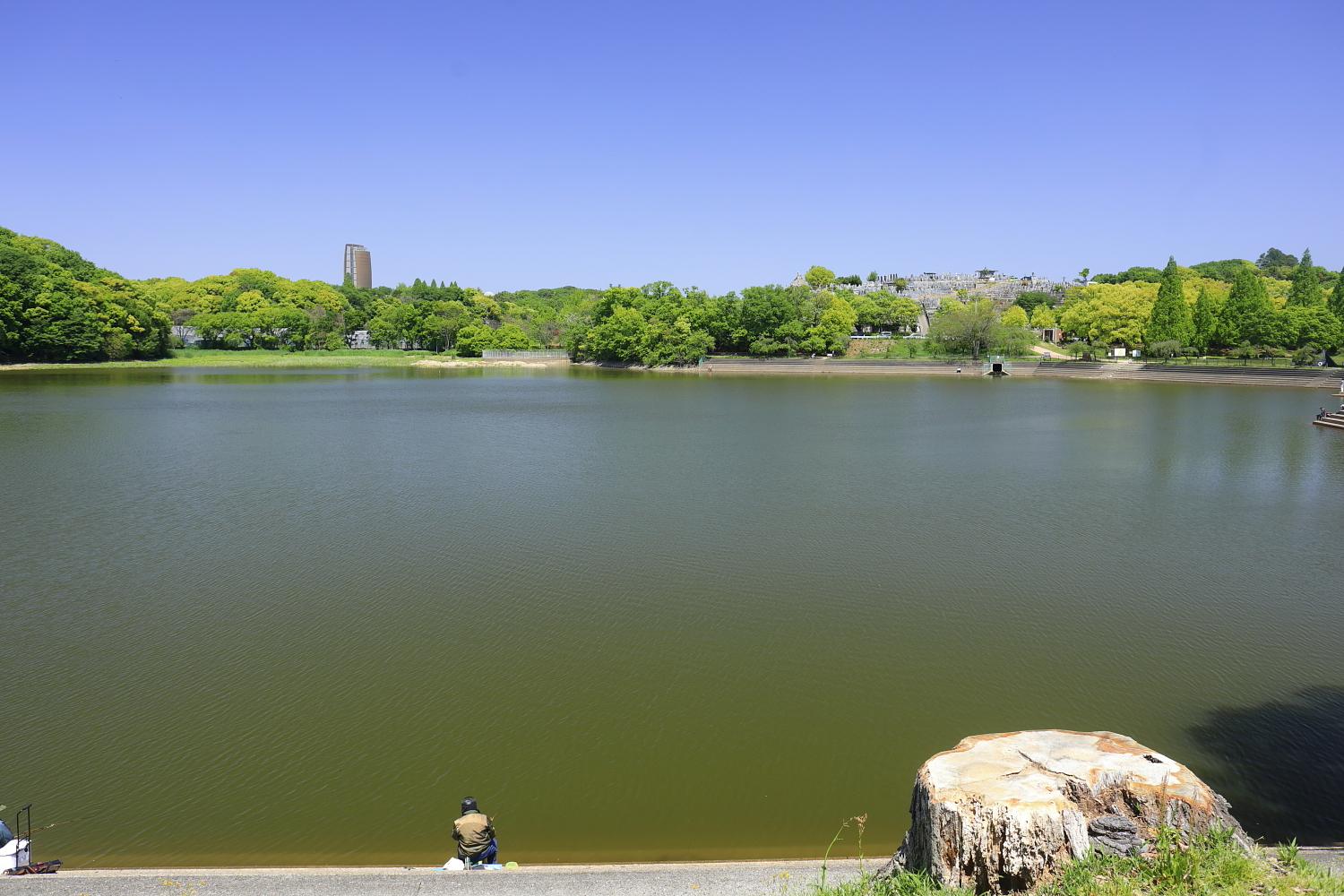
猫ケ洞池 （2023年〈令和5年〉4月）
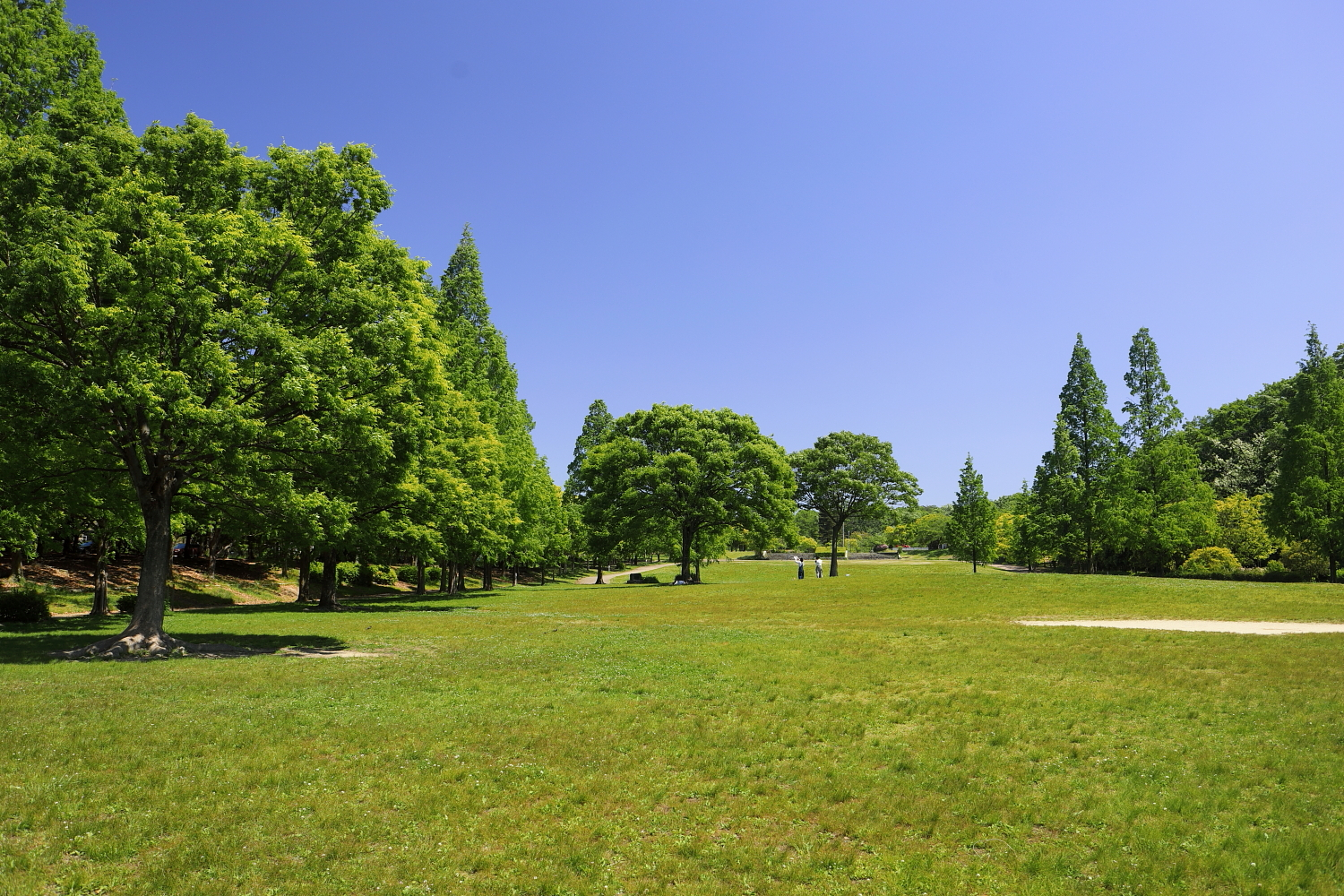
メタセコイア広場 （2023年〈令和5年〉4月）
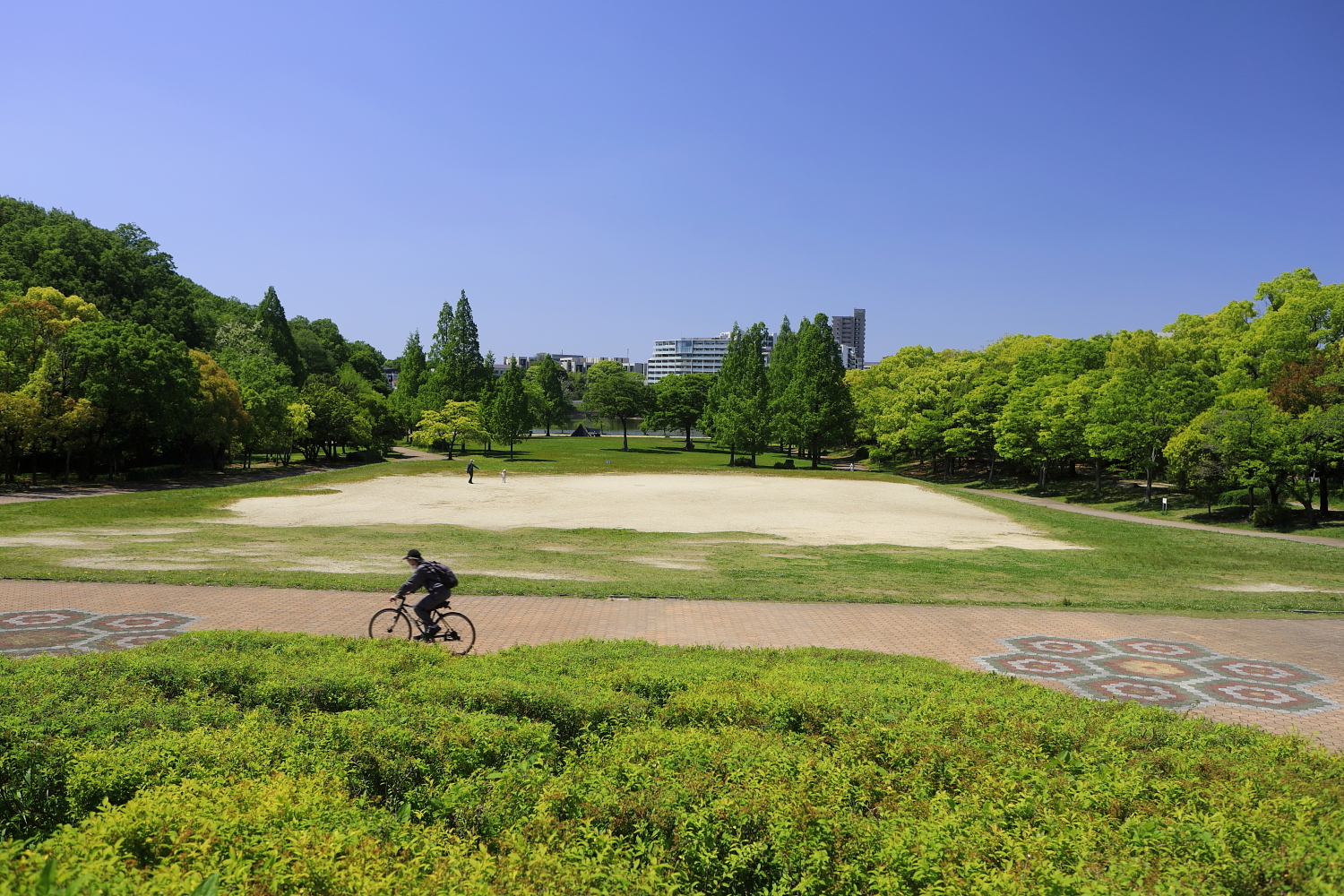
メタセコイア広場 （2023年〈令和5年〉4月）
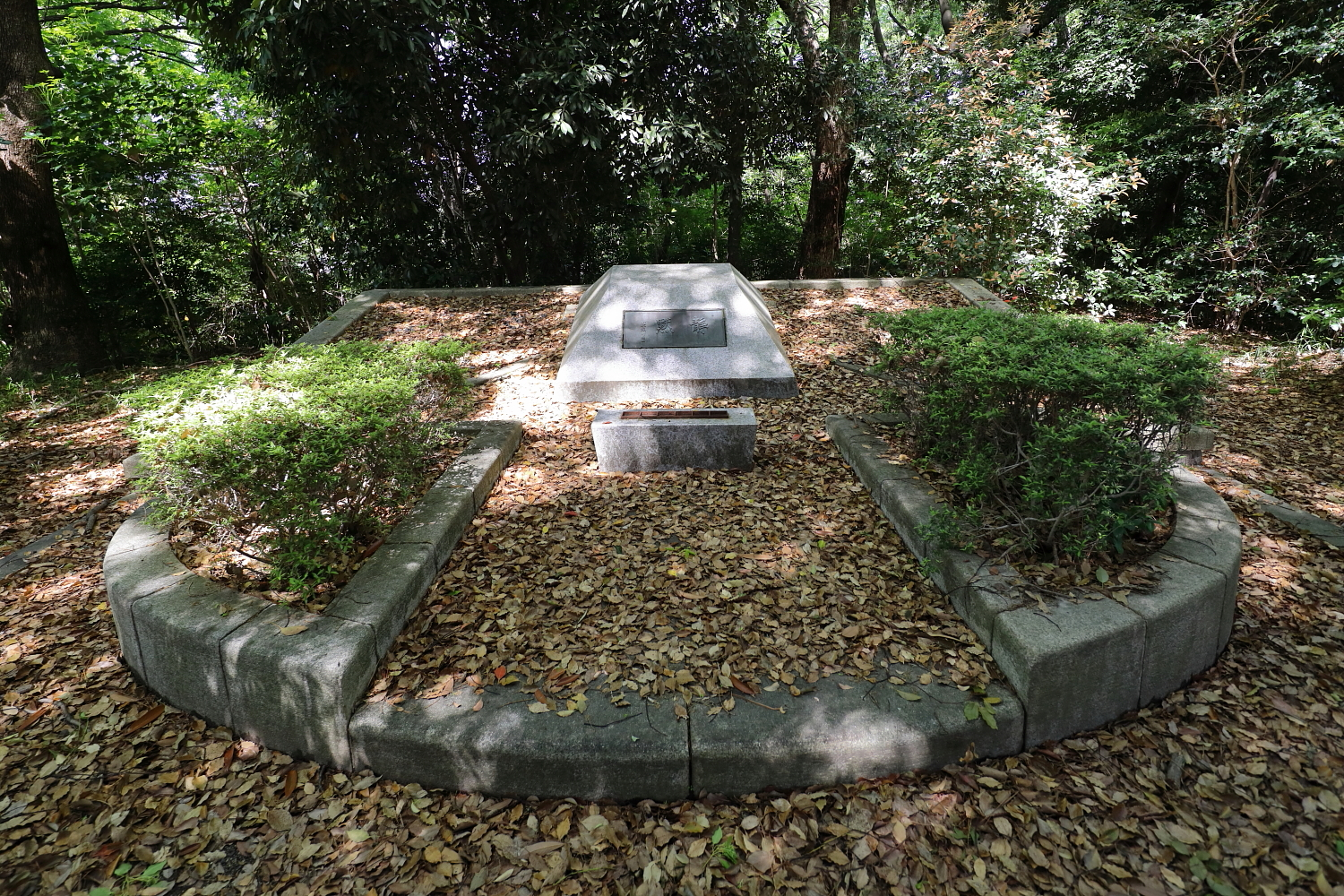
静黙碑 （2023年〈令和5年〉4月）
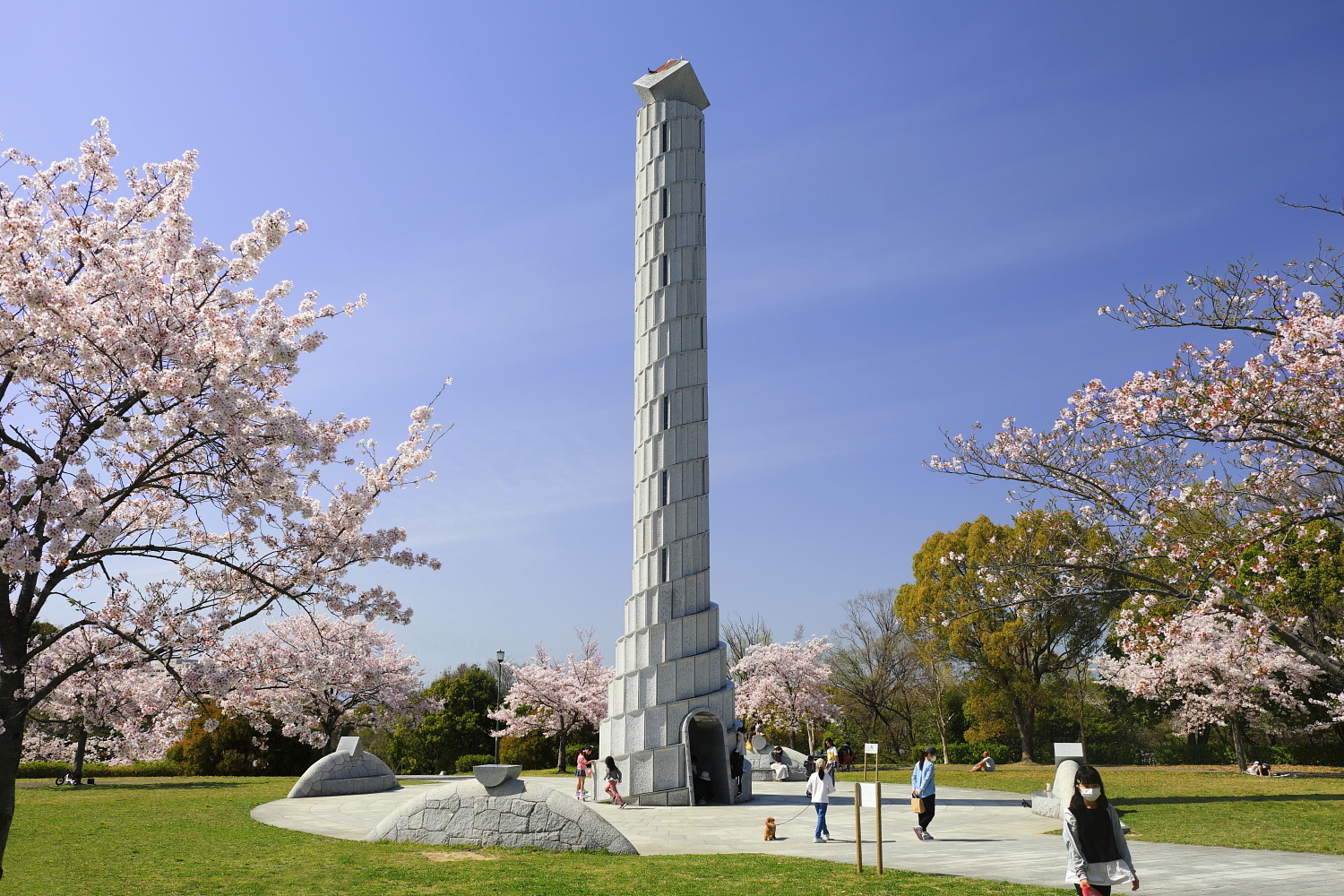
安らぎの園・虹の塔 （2022年〈令和4年〉4月）
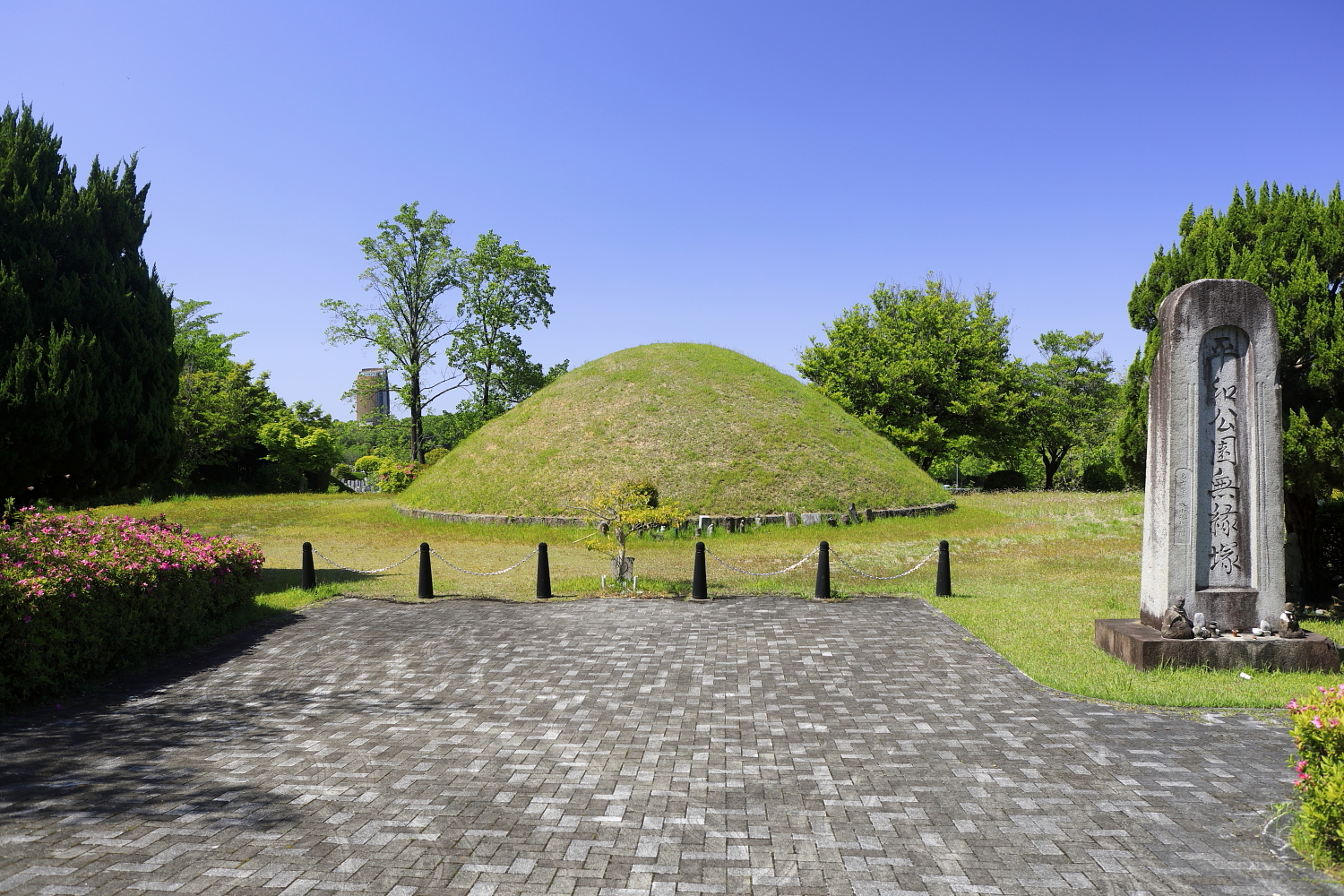
無縁塚 （2023年〈令和5年〉4月）
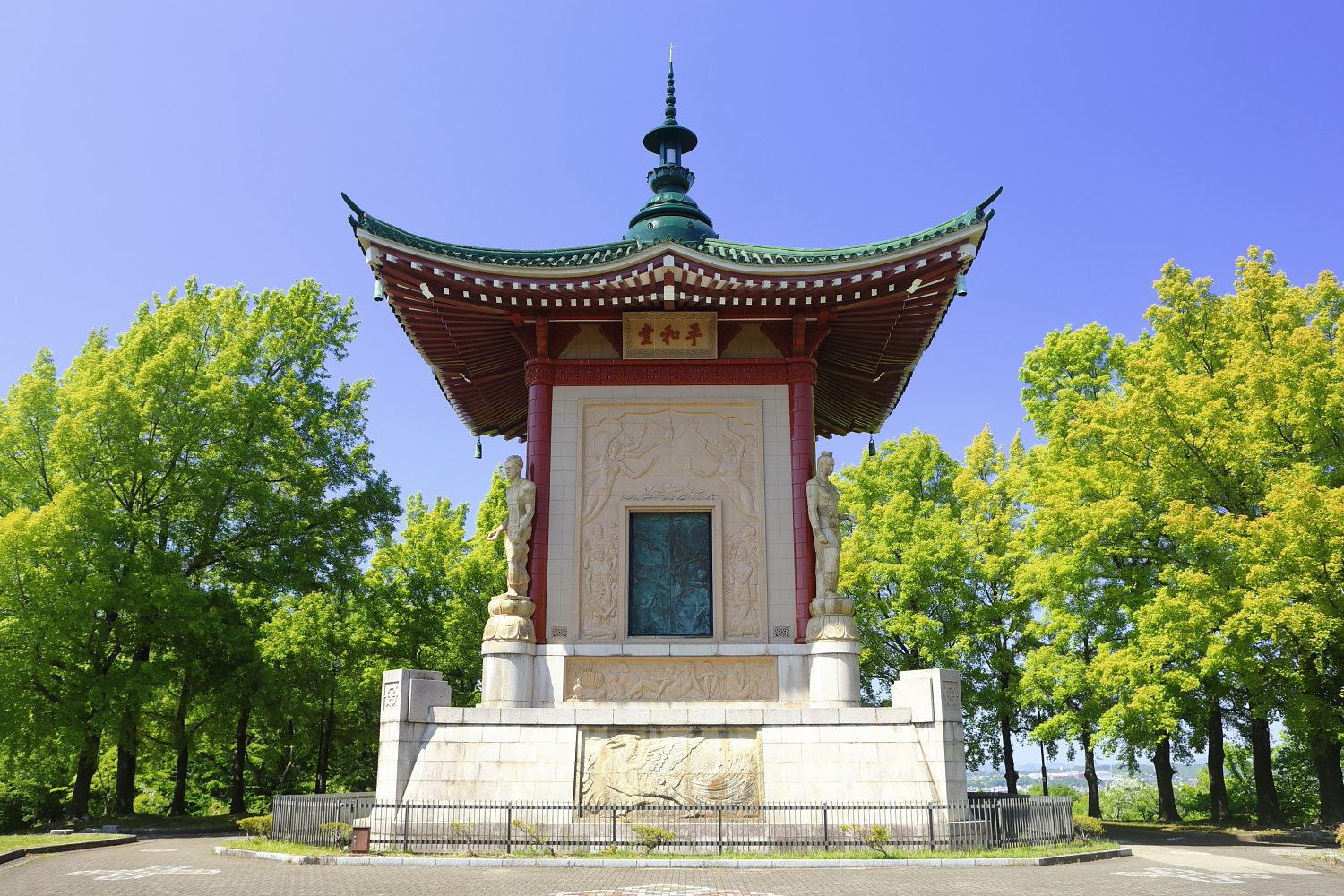
平和堂 （2023年〈令和5年〉4月）
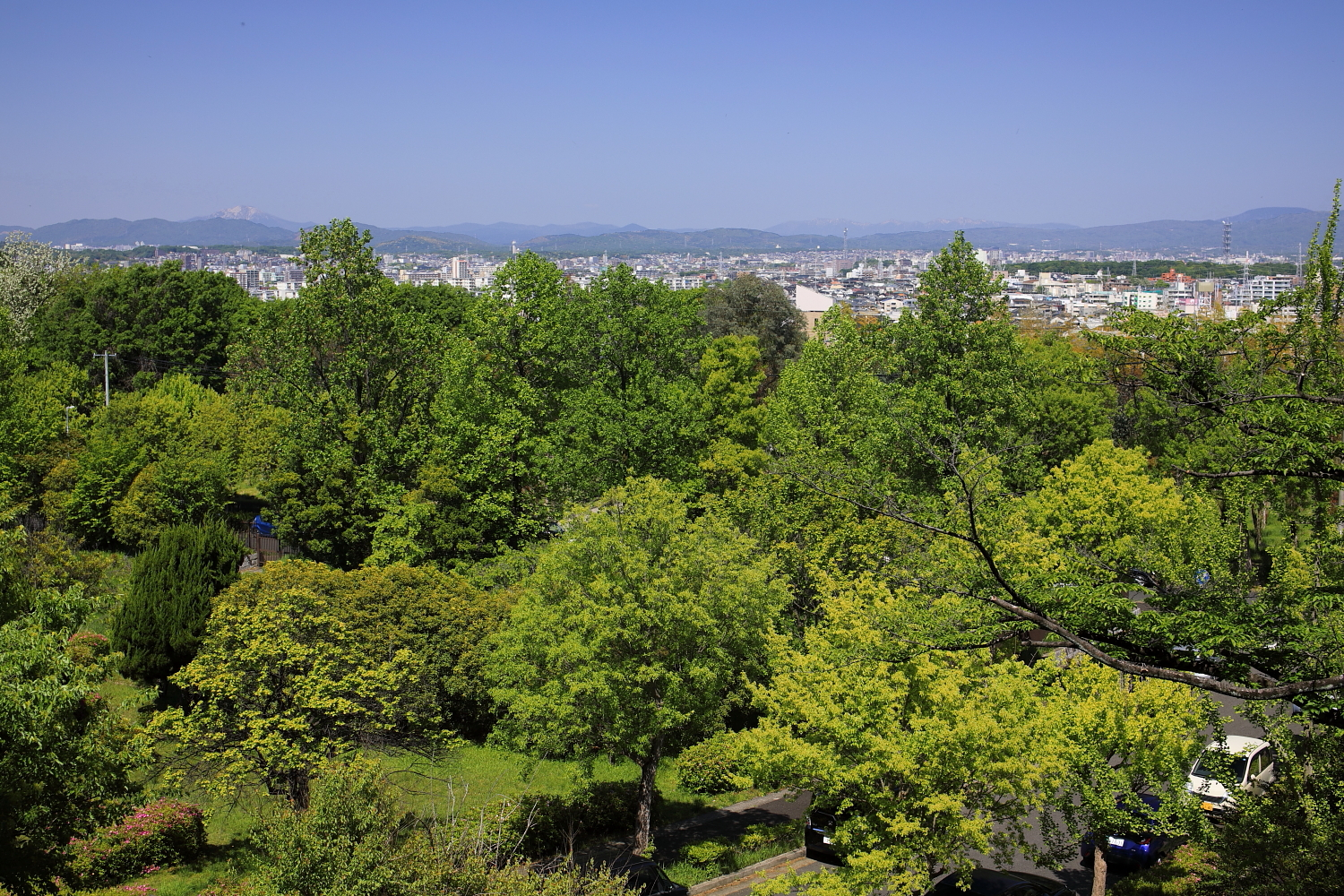
平和堂の高みから名古屋北東部を望む （2023年〈令和5年〉4月）
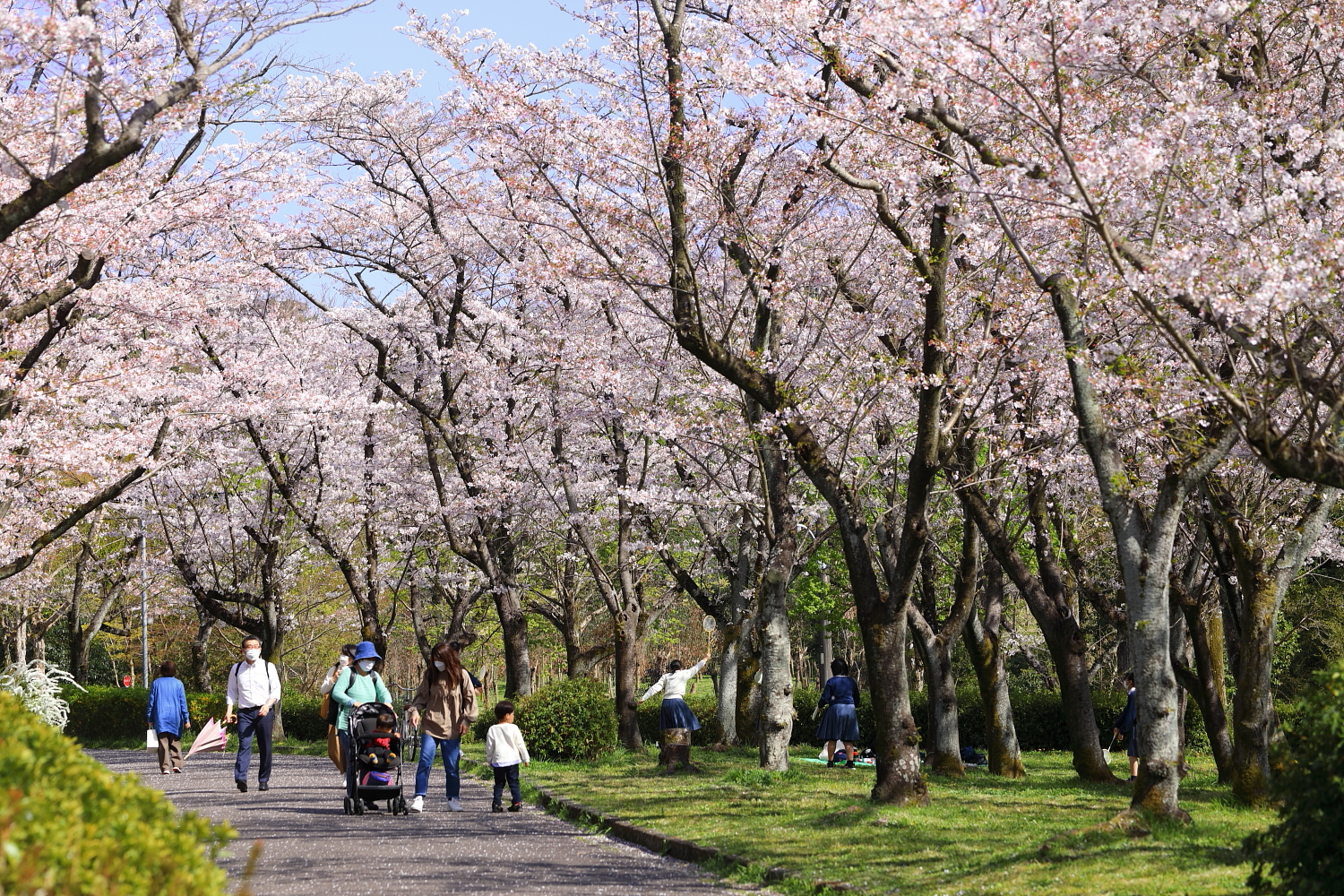
桜の園 （2022年〈令和4年〉4月）
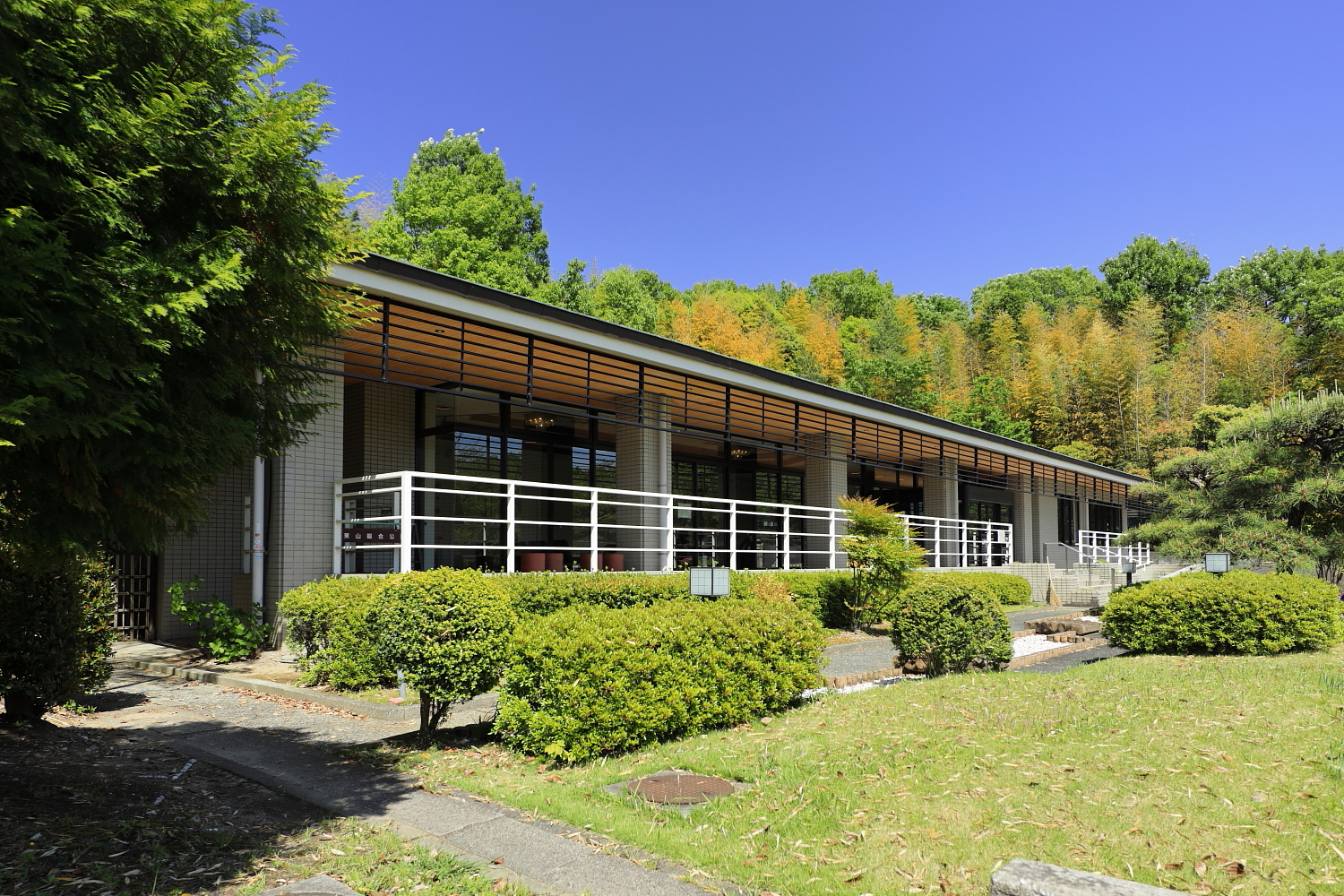
平和公園会館 （2023年〈令和5年〉4月）
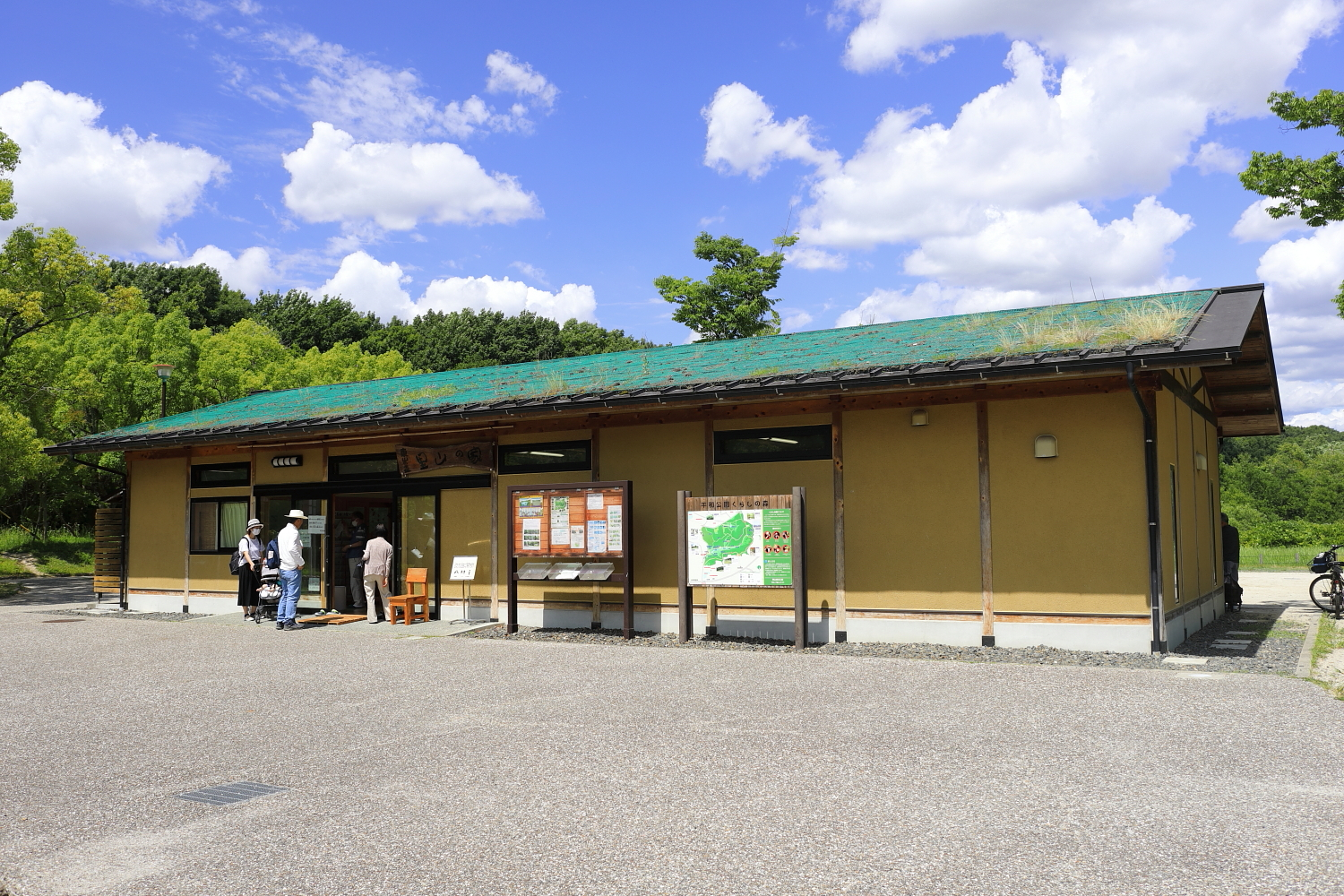
里山の家 （2022年〈令和4年〉6月）
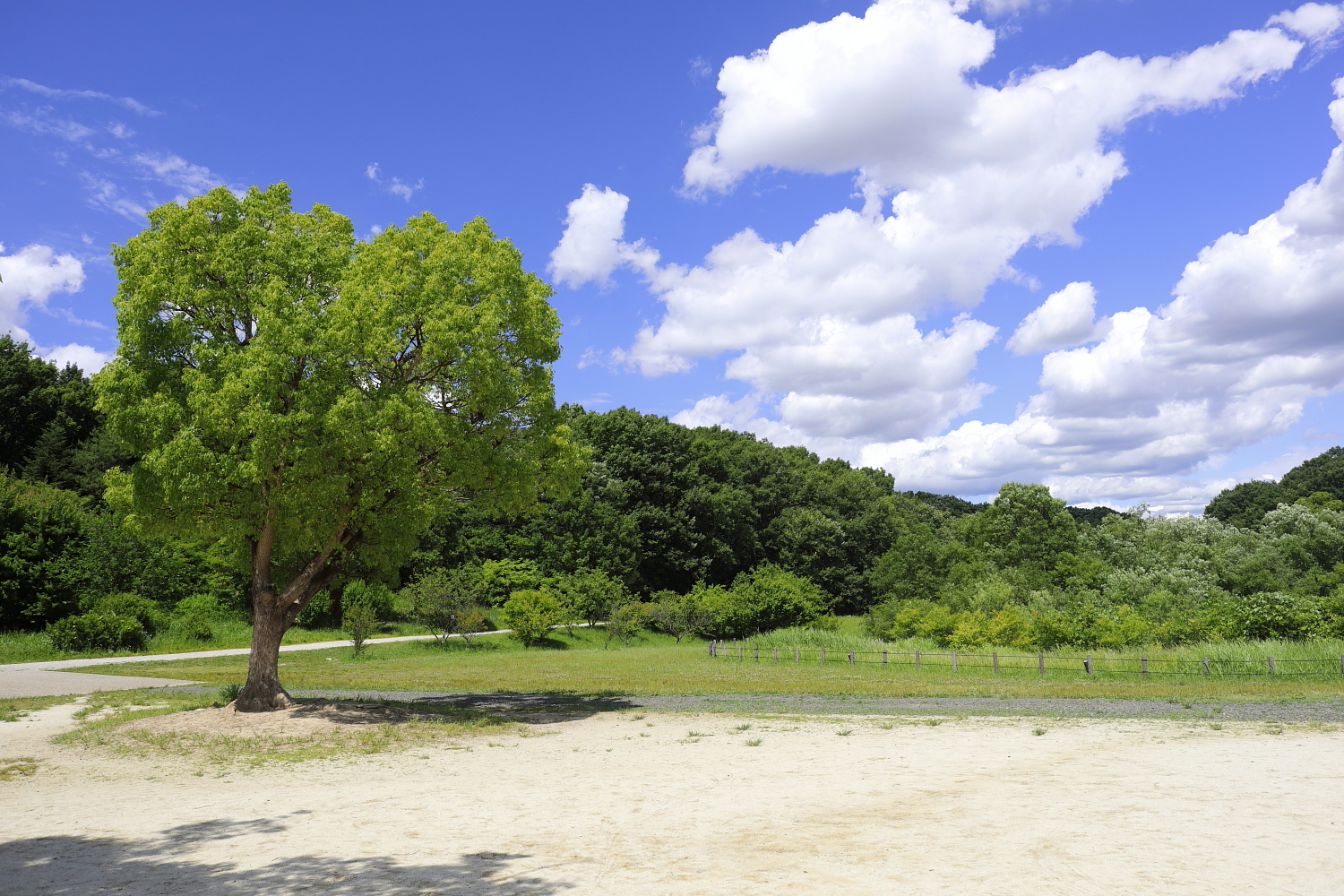
暮らしの森 （2022年〈令和4年〉6月）
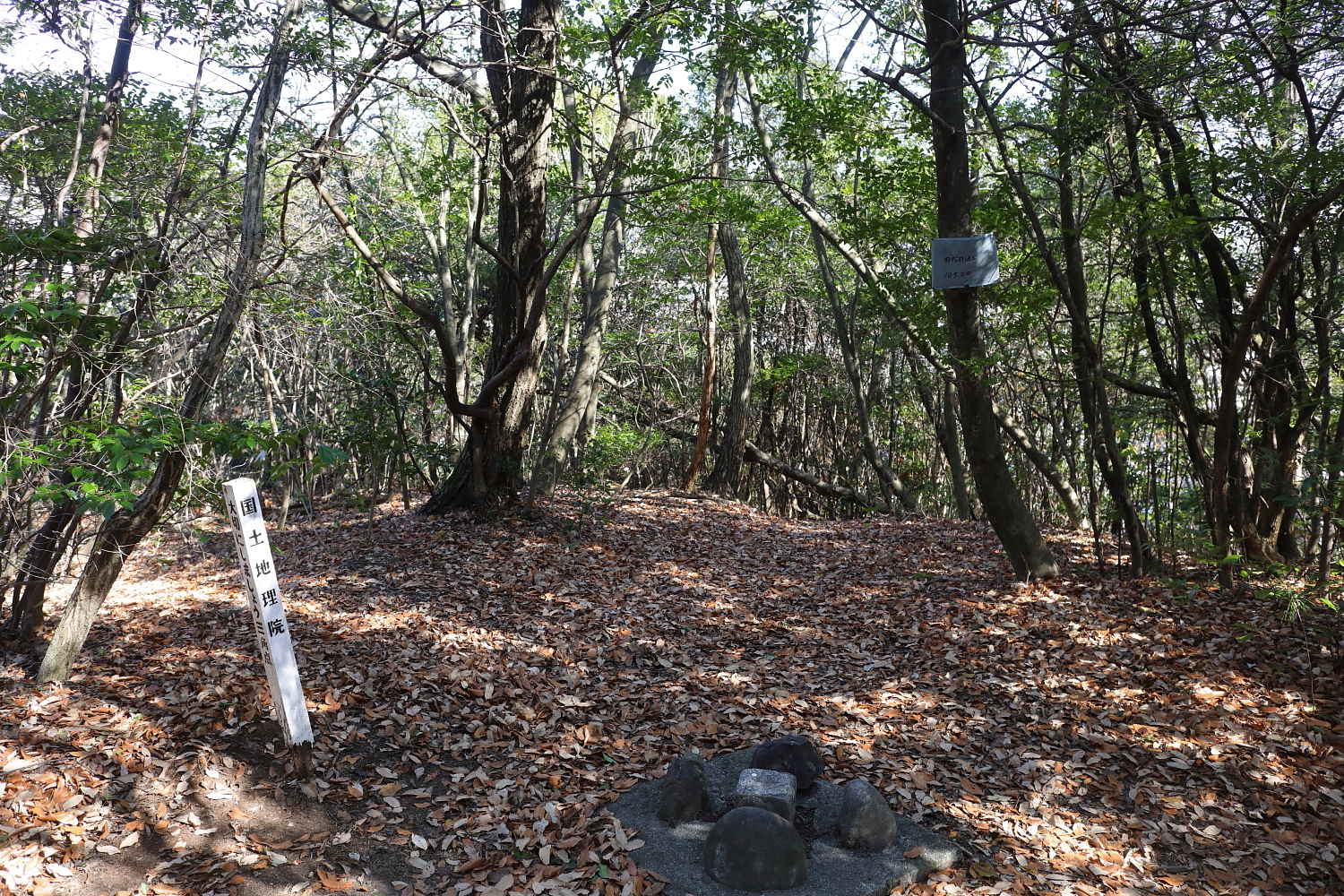
二等三角点「田代村」 （2022年〈令和4年〉2月）

## 墓碑がある歴史上の有名人
平和公園には名古屋市内250以上の寺院の墓地が集められてできた大規模な墓碑群があり、それぞれ墓域を形成している。
- 萬松寺墓域
  - 大原幽学[WEB 1]
  - 牧墨僊[WEB 1]
- 乾徳寺墓域
  - 片岡高房（片岡源五右衛門）[WEB 1]
- 平田院墓域
  - 平岩親吉[WEB 1]
- 高岳院墓域
  - 松平仙千代[WEB 1]
  - 星野勘左衛門[WEB 1]
- 誓願寺墓域
  - 鈴木朖[WEB 1]
- 政秀寺墓域
  - 平手政秀[WEB 1]
- 光勝院墓域
  - 伊藤圭介[WEB 1]
- 長栄寺墓域
  - 寺村馬六[WEB 1]
- 建中寺墓域
  - 徳川宗春[WEB 1]
  - 陳元贇[WEB 1]
- 洞仙寺墓域
  - 山本梅逸[WEB 1]
- 大光院墓域
  - 成田長親
- 西別院墓域
  - 池田貴族
- 法輪寺墓域
  - 河村秀根

## アクセス
- 名古屋市営バス「平和公園」「平和公園南」「平和公園3丁目」「光ヶ丘」バス停下車。
  - 名古屋市営地下鉄東山線 池下駅・星ヶ丘駅から利用。
  - 名古屋市営地下鉄名城線 茶屋ヶ坂駅・自由ヶ丘駅から利用。
  - 各鉄道路線 名古屋駅から利用（基幹バス猪高車庫行き）。
- 徒歩の場合、名古屋市営地下鉄東山線 星ヶ丘駅または名城線自由ヶ丘駅から約20分。

## 町名としての平和公園
平和公園（へいわこうえん）は、愛知県名古屋市千種区にある地名。現行行政地名は平和公園1丁目から平和公園3丁目。当地域の人口は0人（2013年（平成25年）10月1日現在、住民基本台帳調査による。名古屋市調べ）。

### 地理
名古屋市千種区東端部に位置する。東は名東区、西は鹿子殿・徳川山町、南は田代町字鹿子殿・猫洞通・池上町、北は富士見台に接する。

### 歴史

#### 地名の由来
同地内の平和公園の名称に由来する。

#### 沿革
- 1981年（昭和56年）9月20日[4] - [千種区田代町・名東区猪高町大字猪子石の各一部により千種区平和公園一～三丁目として成立する[3]。

### 学区
市立小・中学校に通う場合、学校等は以下の通りとなる。また、公立高等学校に通う場合の学区は以下の通りとなる。
| 丁目          | 小学校                                        | 中学校                                      | 高等学校 |
| ------------- | --------------------------------------------- | ------------------------------------------- | -------- |
| 平和公園1丁目 | 名古屋市立富士見台小学校 名古屋市立東山小学校 | 名古屋市立千種台中学校 名古屋市立東星中学校 | 尾張学区 |
| 平和公園2丁目 | 名古屋市立富士見台小学校 名古屋市立東山小学校 | 名古屋市立千種台中学校 名古屋市立東星中学校 | 尾張学区 |
| 平和公園3丁目 | 名古屋市立東山小学校                          | 名古屋市立東星中学校                        | 尾張学区 |

### 施設
町域の平和公園内には平和堂・万国英霊塔・慰霊碑が、西に猫ヶ洞池・鹿子公園（1981年（昭和56年）開園）、中央部には公園内を南北に貫通する道路があり、名古屋市営バス（星丘11号系統）が運行されている。これ以外に貫通する道路はなく、盆や彼岸の時期は南側の猫洞通付近から園内を通り北側の光ヶ丘にかけてかなり渋滞する。

### WEB
1. 1 2 3 4 5 6 7 8 9 10 11 12 13 14  “千種区史跡散策路”.   名古屋市千種区. 2021年3月16日閲覧。
2. ↑  “町・丁目（大字）別、年齢（10歳階級）別公簿人口（全市・区別）”.   名古屋市 (2019年1月23日). 2019年1月23日閲覧。
3. ↑  “郵便番号”.  日本郵便. 2019年1月6日閲覧。
4. ↑  “市外局番の一覧”.   総務省. 2019年1月6日閲覧。
5. ↑  “平成25年10月1日現在の学区別、町丁目（字）別、世帯数、公簿人口（全市分）”. 2013年11月4日時点のオリジナルよりアーカイブ。2014年7月21日閲覧。
6. ↑  “市立小・中学校の通学区域一覧”.   名古屋市 (2018年11月10日). 2019年1月14日閲覧。
7. ↑  “平成29年度以降の愛知県公立高等学校（全日制課程）入学者選抜における通学区域並びに群及びグループ分け案について”.   愛知県教育委員会 (2015年2月16日). 2019年1月14日閲覧。

### 書籍
1. ↑  “なごや東山の森づくり （愛知県・名古屋市）”. 国土交通省中部地方整備局. 2025年5月21日閲覧。
2. 1 2 3  「角川日本地名大辞典」編纂委員会 1989, p. 1470.
3. 1 2  名古屋市計画局 1992, p. 120.
4. ↑  名古屋市計画局 1992, p. 730.
5. ↑  「角川日本地名大辞典」編纂委員会 1989, p. 1194.